# Solbacka, Karlskoga
Solbacka var en byggnad i Karlskoga. Villan färdigställdes 1894 och revs 1959.
Solbacka uppfördes som privatbostad av Johannes Lindholm, rektor för Karlskoga praktiska skola. När Lindholm avled gjordes bostaden om till ett pensionat fram tills att det revs 1959.  